# Santa Maria del Pi
L'església de Santa Maria del Pi, o simplement del Pi, és una basílica gòtica situada a la plaça del Pi de Barcelona, declarada bé cultural d'interès nacional.

## Història
L'església del Pi està documentada des del 987, tot i que hi ha la tradició que existia en el mateix lloc una capella ja en el 415. Situada en la confluència de l'antiga Riera de Collserola (o de Sant Miquel) amb la via sepulcral dels segles i a iii, que sortint del portal sud del cardo de la ciutat romana de Bàrcino, anava cap a la zona de Sarrià, en un lloc anomenat des d'antic Palma del Pi o Pla del Pi. A l'entorn d'aquesta primitiva capella es va anar formant un dels primers ravals de la ciutat fora muralles anomenat la Vilanova del Pi que, a poc a poc, va anar conformant l'actual barri. El seu cementiri és documentat l'any 1074 i des de l'any 1188 ja consta com a parròquia eclesiàstica. Malgrat les referències documentals, no s'han localitzat les restes d'aquella església, que devia ser d'estil romànic, i que se suposa que es trobava al mateix lloc que l'església gòtica actual, el subsol de la qual no ha estat excavat. Aquesta església romànica devia ser més petita que l'actual (com passa també amb la Catedral), ja que es conserven registres de donacions i adquisicions de terrenys per la construcció de l'edifici actual. Una imposta romànica situada al portal lateral de l'església, formada per capitells majoritàriament de caràcter fitomòrfic i datat al segle xii, s'ha relacionat amb aquesta construcció romànica desapareguda.
La construcció de l'actual temple gòtic es deu a la primeria del segle xiv. El 1321 consta l'existència ja de la capella de Sant Climent i de Sant Llorenç i el 1332 es treballava en el quart tram de la nau, que fou coberta a la segona meitat del segle xiv.
Pere el Cerimoniós feu donacions l'any 1379 per a començar el campanar, que s'acabà durant les obres que va dirigir el mestre major Bartomeu Mas, entre 1460 i el 1486, o fins a la seva mort l'any 1497. El terratrèmol de Catalunya de 1428 va causar seriosos danys a l'església, sobretot a la façana.
El segle xv es correspon amb un període d'esplendor per l'església del Pi, que s'havia convertit en una de les comunitats principals de la ciutat. El nomenament de rector anava aparellat a càrrecs de responsabilitat a la cort, com ara personatges de la talla d'Alfons de Tous i Felip de Malla, membres destacats de la política de les primeries del segle xv en foren rectors. L'any 1508 Pere Joan Matoses n'era sagristà i al seu entorn sembla que es va anar formant un cenacle erudit que es mantingué actiu fins al final del segle xvi, prova d'això és la important biblioteca que aquest autor cedeix a l'església i que es va convertir en una de les primeres biblioteques públiques de la ciutat.
Durant el segle xvii, la comunitat del Pi es consolidà, malgrat que decaigué la seva influència a la Cort. La gran quantitat de plets per qüestions de precedència o d'interessos econòmics centra la seva activitat social. Són exemple d'això la confrontació de les capelles de música i el plet mantingut per causa de la proliferació de comunitats conventuals a la seva demarcació i que li generà problemes econòmics considerables degut a la feligresia i drets sacramentals perduts. En aquest moment rep la dependència de la parròquia de Sant Esteve de Castellar (Castellar del Vallès) en extingir-se el monestir de Sant Llorenç del Munt que en detenia la jurisdicció.
La parròquia i terme de Sants també va pertànyer al Pi fins ben entrat el segle xix.
Des de 1697 fins al 1714, la comunitat del Pi va participar activament en els successius setges que patí Barcelona, principalment amb aportacions econòmiques destinades al suport del cos militar que defensava la ciutat. El setge dels anys 1713-1714 va ser el més difícil i dramàtic degut a les destruccions que patí i als morts comptats entre els membres de la comunitat. La repressió posterior a la caiguda de la ciutat l'11 de setembre de 1714 l'afectà sensiblement com a la resta de les comunitats eclesials amb la pèrdua de les rentes que van ser segrestades per les autoritats borbòniques i l'exili d'alguns dels seus beneficiats.
Cap a la meitat del segle xviii començà la recuperació, que es consolidà, a final de segle, amb un nou moment d'esplendor que tingué el seu punt culminant amb la beatificació de sant Josep Oriol l'any 1806, canonitzat l'any 1909.
El segle xix fiu el moment de creixement de la Comunitat de Preveres en detriment de la Junta d'Obra, tradicionalment considerada la propietària i gestora principal de l'edifici. L'any 1817 s'eliminà el cementiri, actual plaça de Sant Josep Oriol, que va ser traslladat al Poblenou seguint les directrius higièniques del moment. La Desamortització de Mendizábal (1836) no va afectar directament a la basílica però sí a les comunitats conventuals de la seva jurisdicció, que van ser eliminades. Algunes esglésies conventuals foren erigides parròquies i la jurisdicció del Pi es va fragmentar; va perdre, d'aquesta manera, molta de la seva feligresia. La desamortització de Pascual Madoz (1855), l'afectà directament amb la pèrdua de béns immobles.
A partir d'aquell moment s'inicia una llarga decadència de la vida comunitària, tot i la declaració de basílica menor l'any 1925 i la de monument nacional l'any 1931. El 1936, amb l'esclat de la Guerra Civil espanyola, l'església fou incendiada, i va desaparèixer definitivament la comunitat de preveres beneficiats.

### Intervencions arqueològiques
Del 23 d'abril a l'1 juny del 2007 es van efectuar dues cales a les fonamentacions de l'església. La primera es realitzà a l'interior del vestíbul del portal de l'Ave Maria, a tocar del contrafort més occidental del costat de l'Evangeli. S'hi determinà la presència d'estrats de cronologia tardana (segles v-vi) i un enterrament d'aquest mateix període. A més, es documentaren una banqueta de fonamentació i el contrafort del portal, ja que un vas funerari modern va impedir la documentació d'altres elements de fonamentació. La segona cala es va efectuar a tocar de la base de la cara interna de la façana principal, al costat de l'Evangeli. També hi destaca la presència d'estrats de cronologia tardoantiga, afectats per la construcció de l'església i el vas funerari del segle xviii. Sembla que s'aprofitaren elements d'altra procedència per la construcció, com el fragment de pedestal honorífic dedicat a Quint Calpurni i que pot datar-se del segle i de la nostra era i que, possiblement, va ser portat de la zona del fòrum de Bàrcino.
Més endavant, del 9 de desembre de 2007 al 14 de gener de 2008, es van dur a terme dues cales a l'exterior i a l'interior de la porta principal de l'església. La de l'interior era la continuació de la realitzada l'any anterior, i tenia per objecte poder extreure la inscripció. S'hi va documentar una estructura funerària, sense individu, que havia quedat molt malmesa, arran de les obres de construcció del pilar interior de la portalada. La cala de l'exterior va permetre documentar dos esglaons de pedra encastats en la façana del temple, un d'ells amb una motllura.

## Edifici
Consta d'una sola nau de grans dimensions (54 m de llargada per 17,50 m d'amplada i 27 m d'alçada), amb absis poligonal i capelles laterals situades entre els contraforts gòtics. L'absis és cobert per una volta radial que agafa també el primer tram de les capelles, set voltes més hi ha a la resta de la nau. Als peus del temple es troba el cor.

Exterior

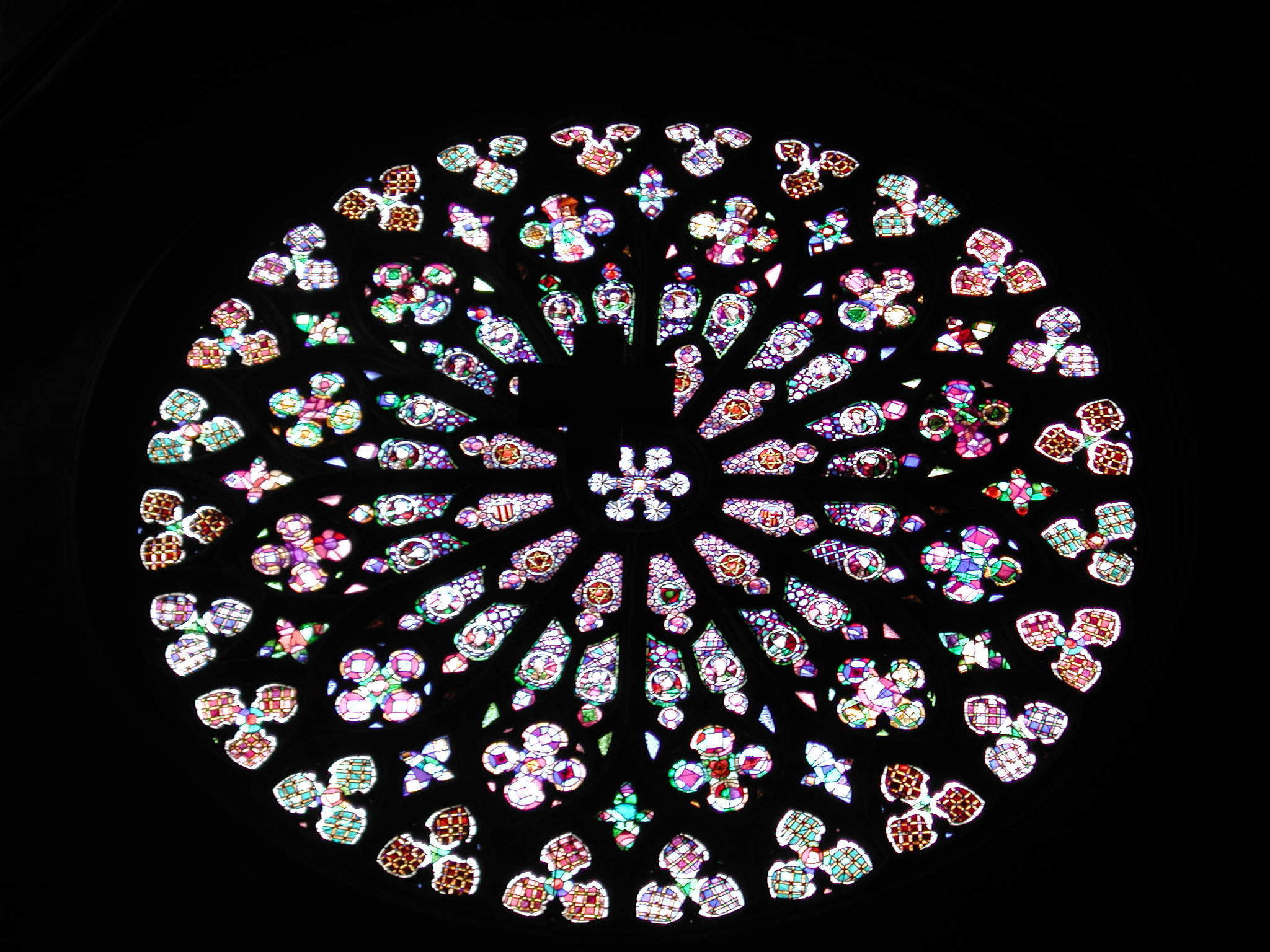
Rosassa de la façana principal

La façana principal, té damunt de la portalada, una gran rosassa de dotze braços del segle xiv, destruïda en l'incendi del 1936 i reconstruïda l'any 1943 per l'arquitecte Josep Maria Jujol, basant-se en fotografies i també en l'estudi de les rosasses dels monestirs de Pedralbes i de Sant Cugat. La façana és presidida per dues torres octogonals, una a cada costat. També de planta octogonal és l'enorme campanar al costat meridional de la capçalera, de cos exempt, de 54 metres d'altura i amb murs que a la base tenen un gruix de 3,55 metres. A la banda contrària, hi ha la façana lateral i l'absis que presenten un mur continu amb finestrals entre els contraforts, sobre aquests es veu una torreta vuitavada que conté una escala de cargol que permet l'accés a la coberta. Sobre els contraforts de la façana lateral encara es poden contemplar les restes dels campanars de cadireta, on devien ser les campanes abans de la construcció del campanar actual.
- Porta principal, presidida per la imatge de la Mare de Déu amb Nen que hi ha al timpà, és una excel·lent escultura gòtica. A la seva llinda hi ha els bustos de Maria entre apòstols. A l'entorn de la porta, d'una manera semblant al portal de Sant Iu de la catedral, hi ha unes arcuacions cegues acabades en una motllura horitzontal.
- Porta lateral, coneguda com de l'Avemaria, és situada al centre de la façana lateral. Donava pas antigament al fossar gran, actual plaça de Sant Josep Oriol. Malgrat la seva estructura clarament gòtica, amb arquivoltes, conserva una imposta romànica interessant, amb capitells esculturats, segurament realitzada amb materials reutilitzats de l'anterior església.
- Porta de l'absis. Comunica amb la sagristia encara que avui no s'utilitza. Antigament donava pas a l'espai darrere del presbiteri de manera semblant a com és en l'església dels Sants Just i Pastor. Data de l'any 1578 encara que va ser molt modificada durant la restauració de Francesc de Paula del Villar i Lozano.

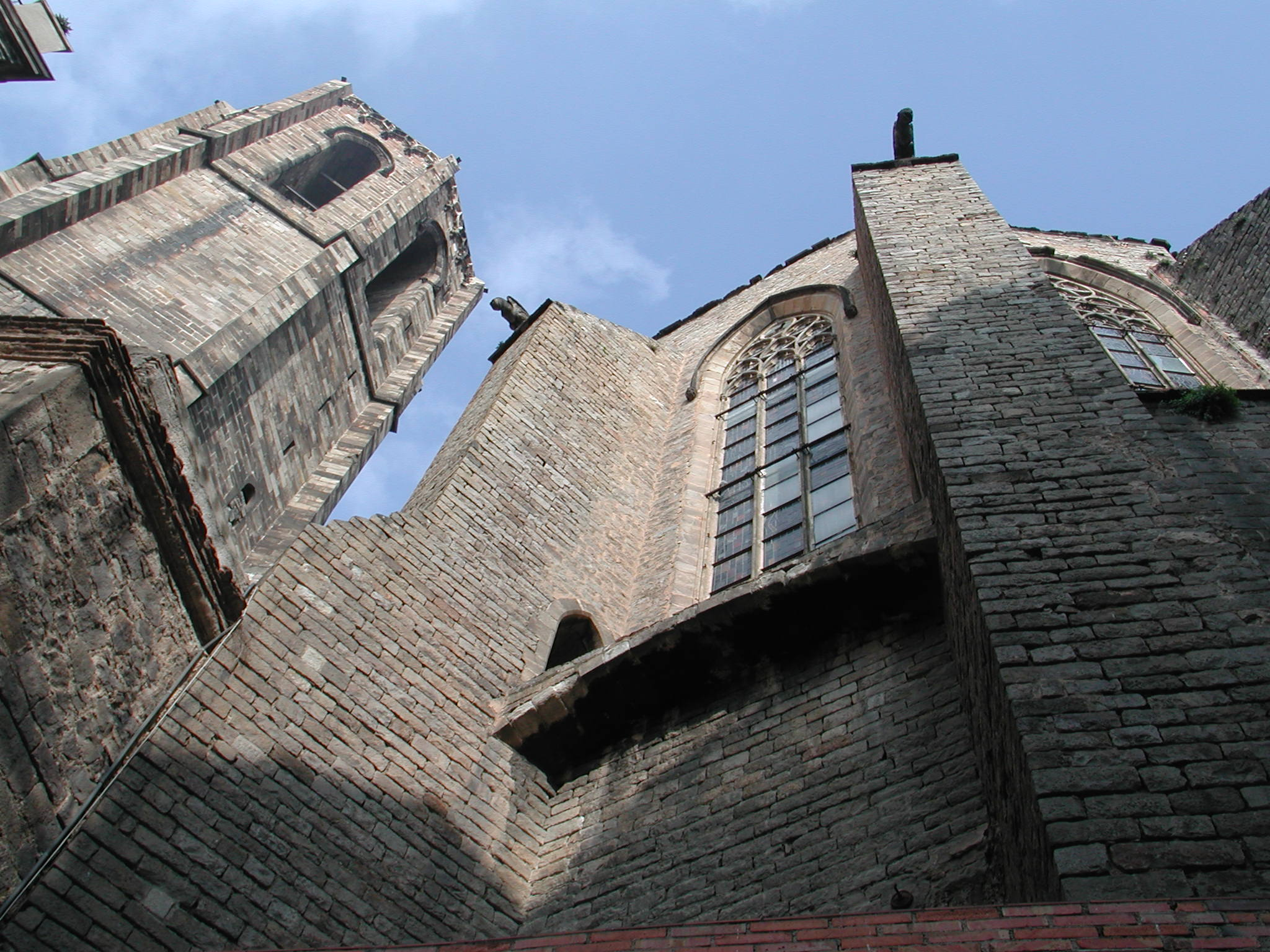
Absis i campanar, vistos de la placeta del Pi
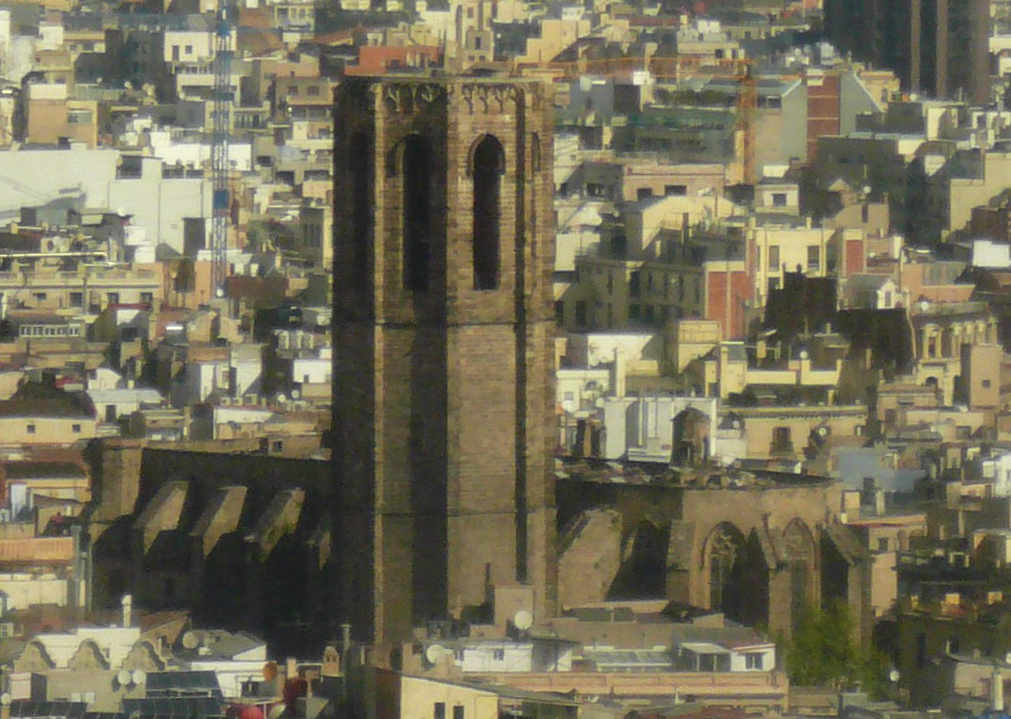
La nau i el campanar
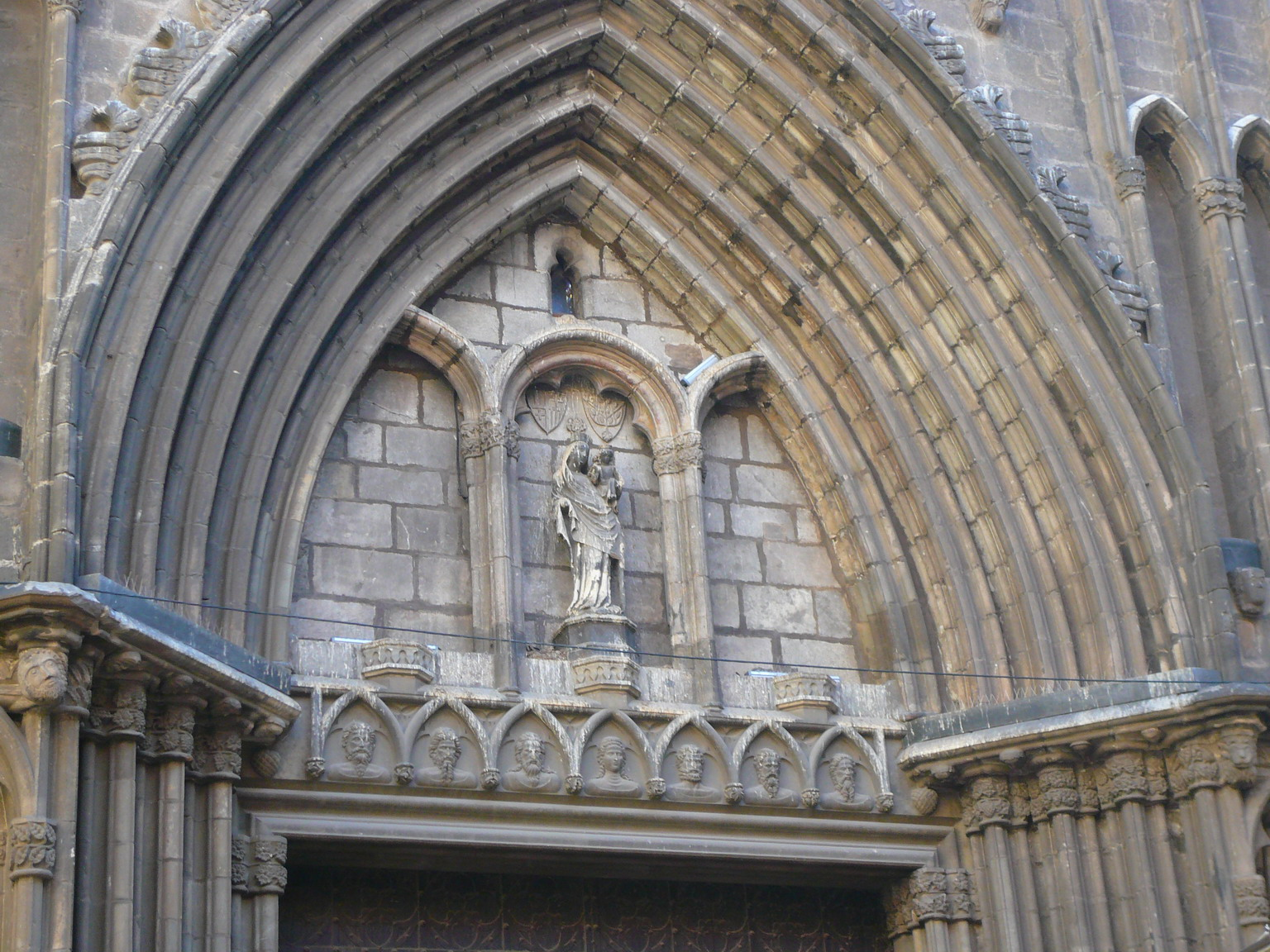
Timpà de la porta principal
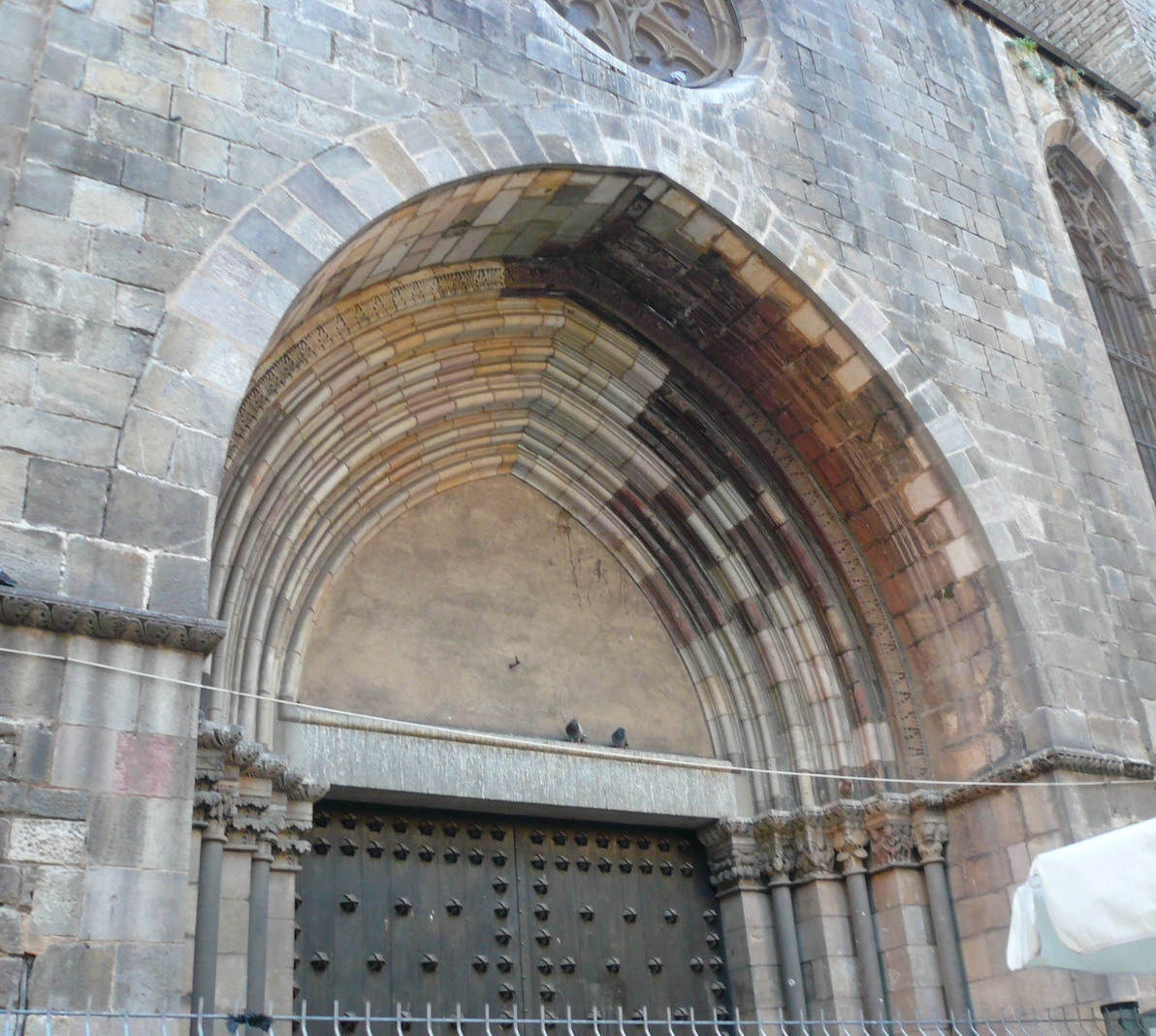
Timpà de la porta de l'Avemaria
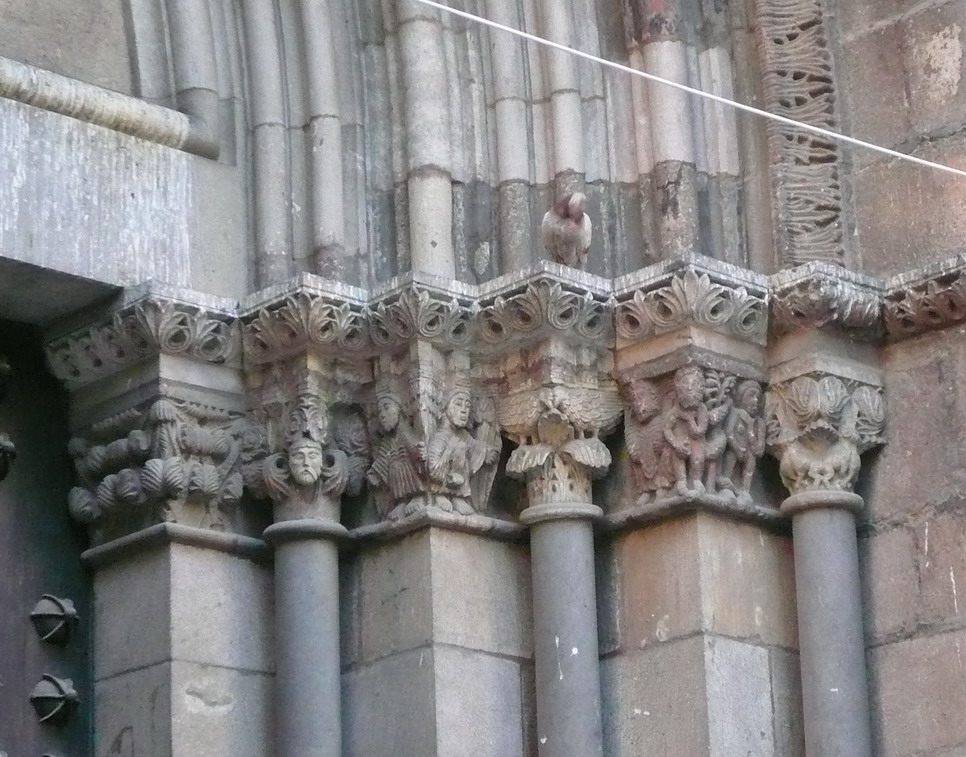
Imposta de la porta de l'Avemaria
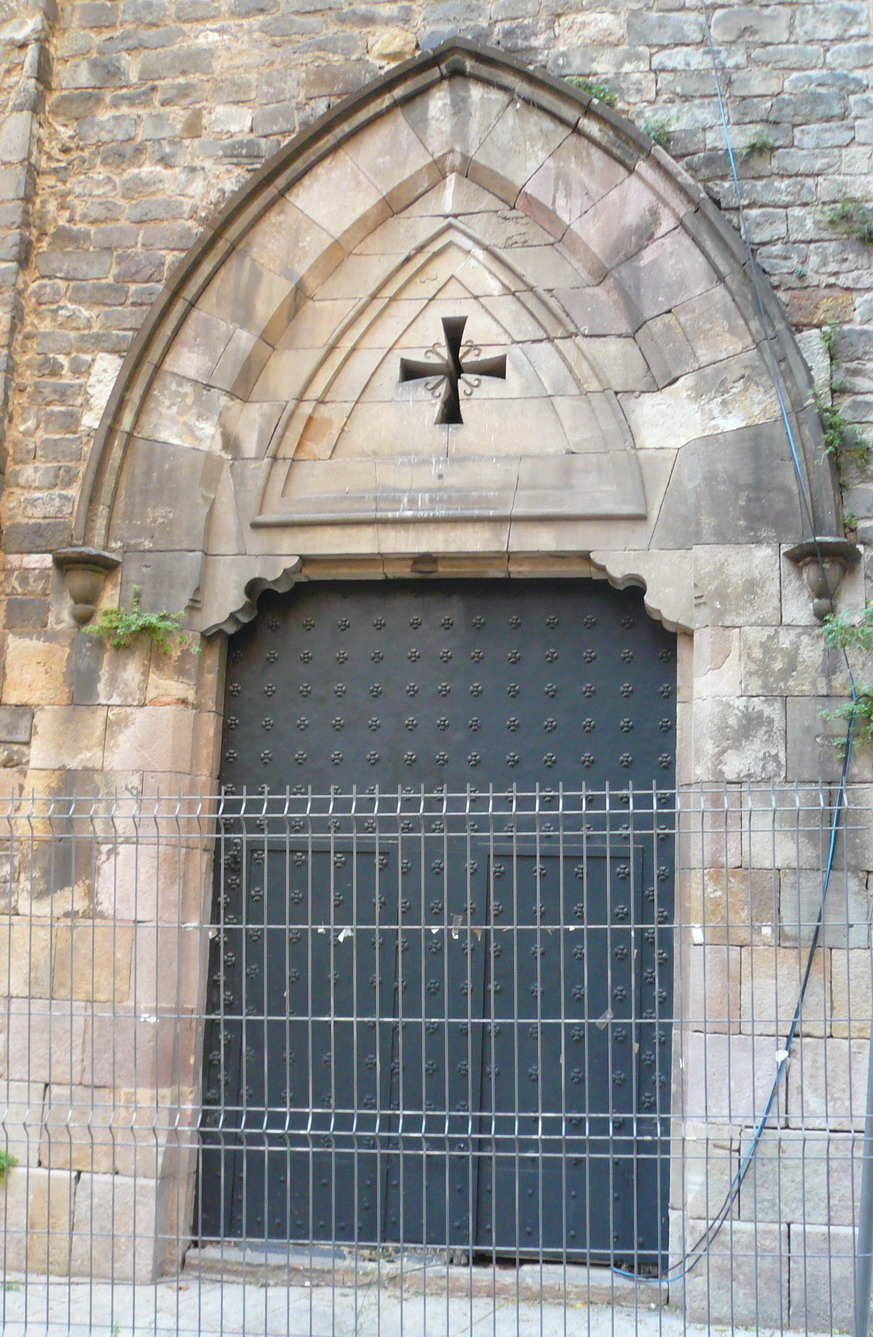
Porta de l'absis
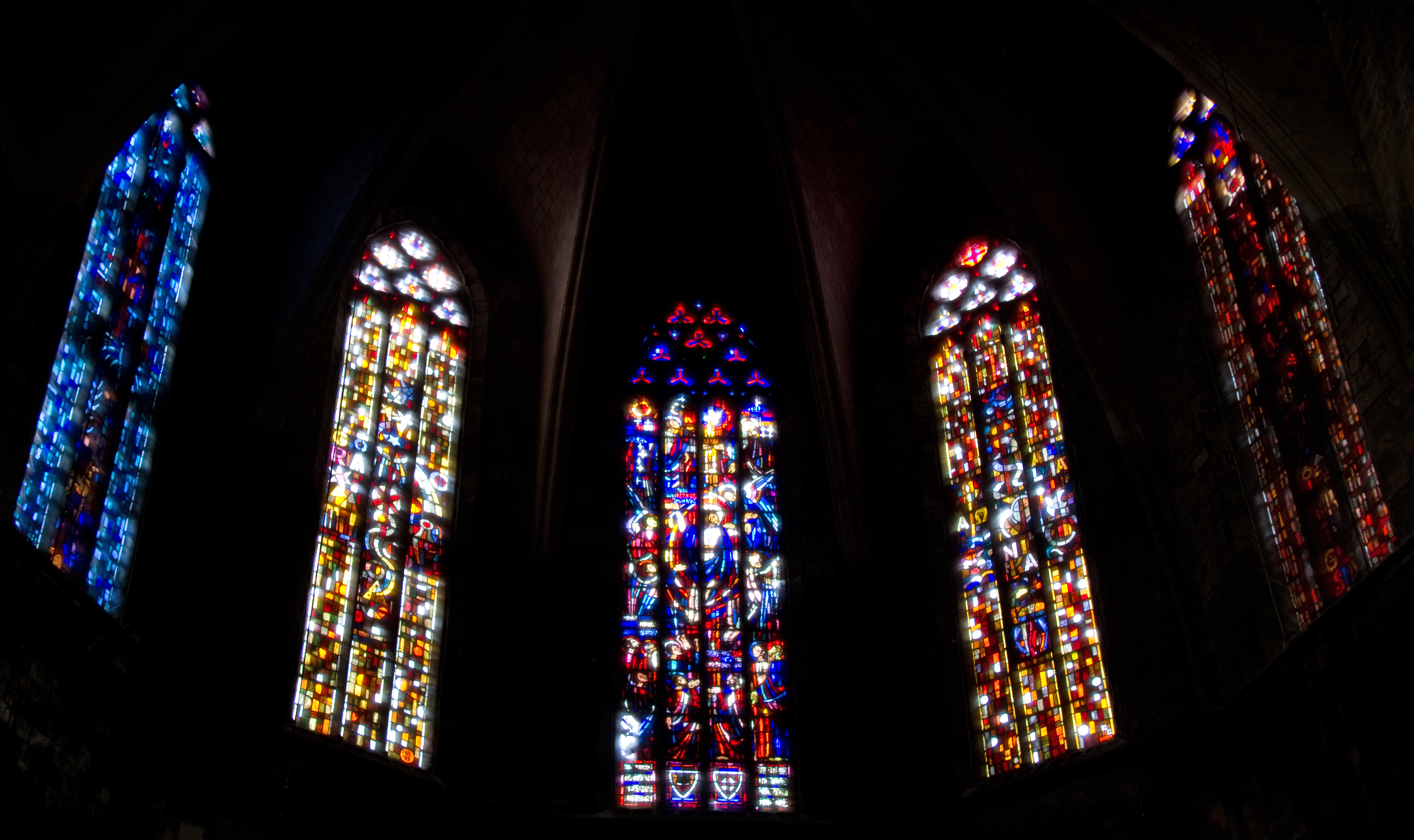
Vitralls de l'absis

### Presbiteri

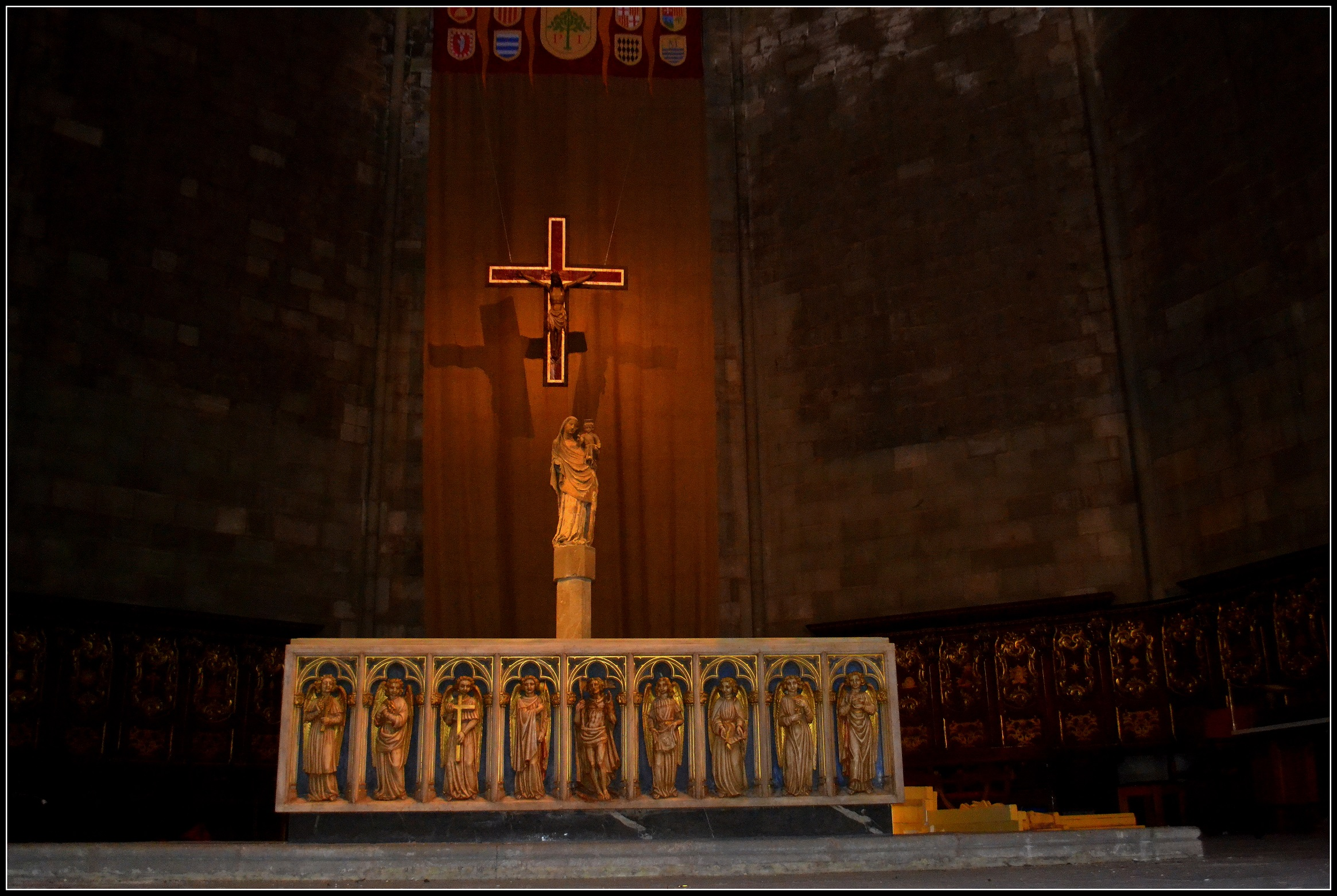
Presbiteri amb l'altar d'alabastre del, la marededeu del i el santcrist del

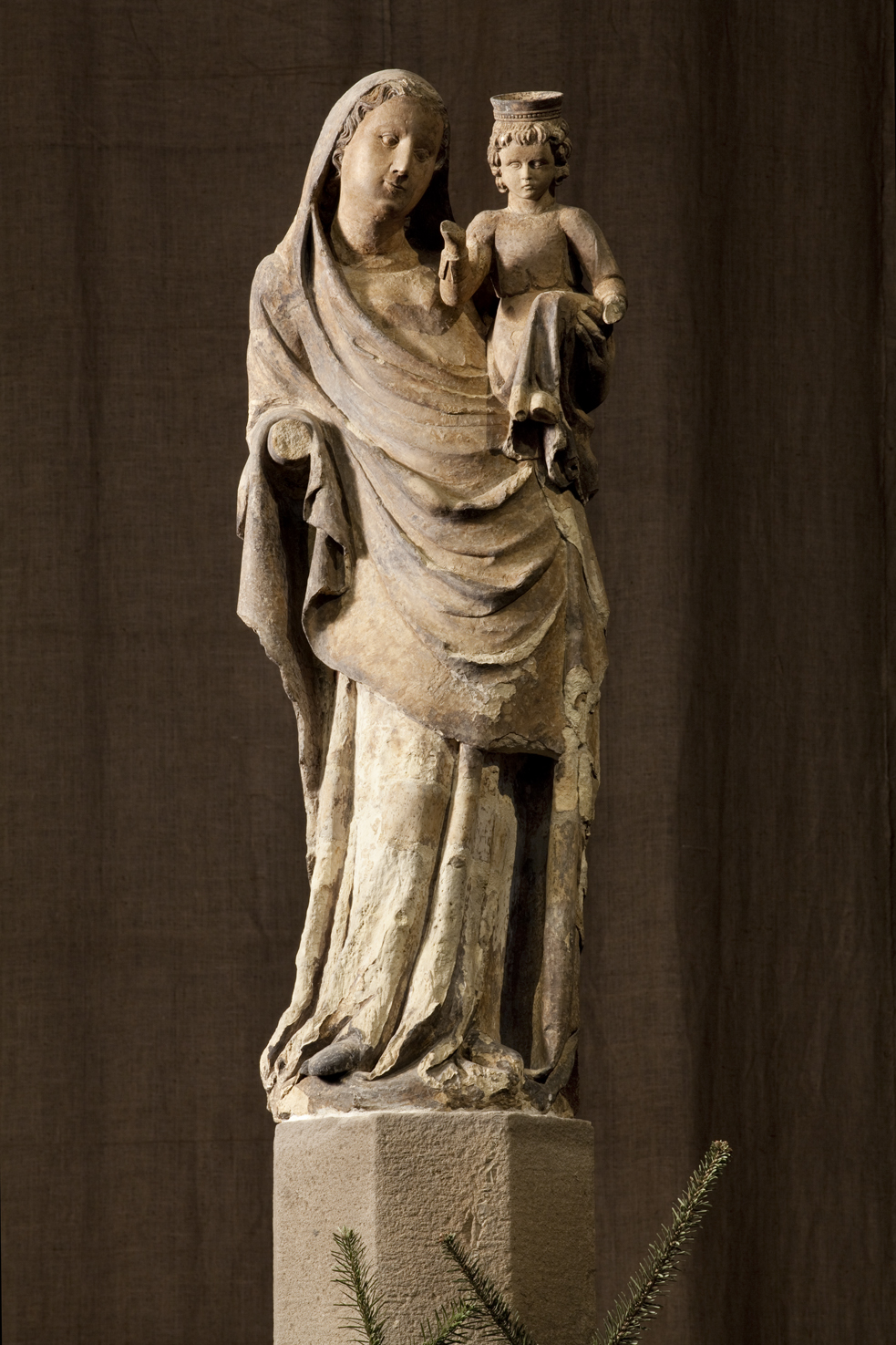
Imatge gòtica de la Mare de Déu del Pi que presideix l'altar major de la Basílica

L'altar actual fou projectat l'any 1967 per Joaquim de Ros i de Ramis durant la restauració del temple. Presideix el presbiteri una imatge gòtica de la Mare de Déu, escultura en pedra de molta qualitat obrada al segle xiv, que estava des de la segona meitat del segle xviii al timpà del portal principal i que es va ressituar en el seu lloc original l'any 2012, substituint una obra de l'escultor Enric Monjo de l'any 1973.
Al presbiteri s'han succeït nombrosos retaules; el del segle xiv va ser substituït per un realitzat entre 1508 i 1514 pel pintor Joan de Borgonya, el qual va ser destruït en la Guerra de Successió espanyola l'any 1714 i n'hi va haver un altre amb disseny de Pere Costa i factura dels germans Font, fet l'any 1736 i desaparegut a les reformes efectuades l'any 1868, quan s'hi va instal·lar un de neogòtic, projectat per l'arquitecte Francesc de Paula del Villar i Lozano i que fou cremat el 1936. Des del 1986 s'hi pot veure un cadirat rococó de Josep Mas i Dordal (1771) que havia estat instal·lat originalment en aquest mateix lloc.
El sepulcre del patró de vaixell Arnau Ferrer, mort el 1394 durant el setge de Catània, és al mur de la dreta de l'absis, es tracta d'un sarcòfag de pedra sobre dos lleons. La sagristia és a continuació.
A l'entrada, hi ha la pila baptismal; entre les persones que s'hi batejaren hi ha la beata Maria Àngela Astorc (1592), santa Joaquima Vedruna (1715) i la beata Mercè Prat.

### Capelles

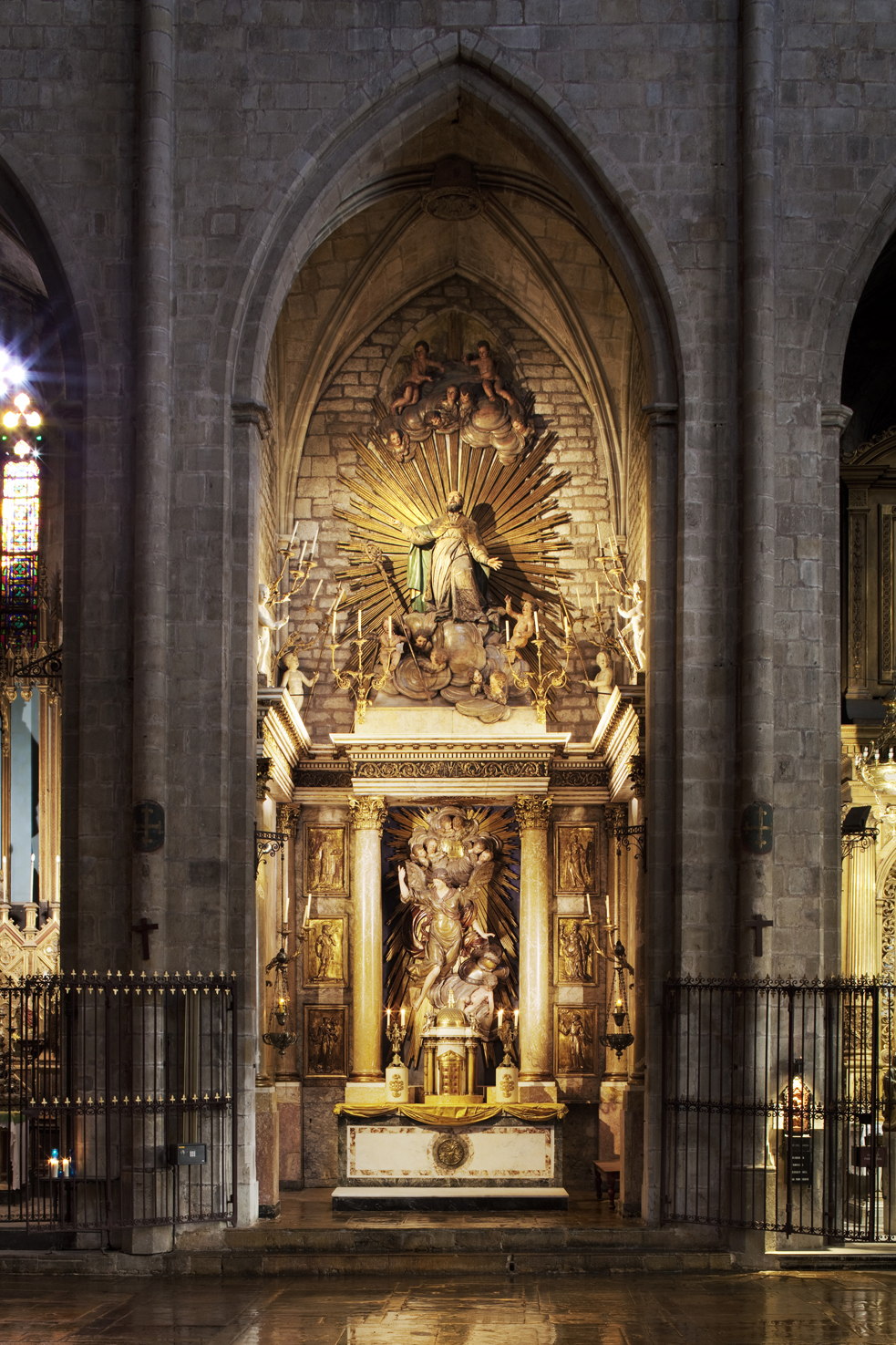
Capella de Sant Miquel Arcàngel amb el retaule de Salvador Gurri, 1798-1800

- Capella dels Dolors, antiga de la Mare de Déu de Gràcia.
- Capella de Sant Josep Oriol. Amb motiu de la beatificació de Josep Oriol el 1806 s'hi va fer un retaule, i quan va ser canonitzat el 1909 l'hi fou dedicat un altar dissenyat per l'arquitecte Joan Martorell amb una imatge del sant de l'escultor Venanci Vallmitjana i Barbany. A les cantonades s'hi instal·laren quadres del pintor Llimona. Tot plegat fou cremat l'any 1936, i actualment hi ha una imatge antiga del sant, de Ramon Amadeu.[3]
- Capella de la Mare de Déu de Montserrat. S'hi troba enterrat sant Josep Oriol que fou prevere d'aquesta església entre 1687 i 1702.
- Capella de la Immaculada, antiga de Sant Miquel, que allotjà el retaule de Sant Miquel pintat per Jaume Huguet (1455-1460), del qual se conserven unes taules al Museu Nacional d'Art de Catalunya, com per exemple Taula de l'aparició de Sant Miquel Arcàngel. Hi ha en aquesta capella el sepulcre del pintor Antoni Viladomat i Manalt (1775).
- Capella de Sant Miquel, del gremi de Tenders Revenedors, amb una escultura del sant obra de Salvador Gurri i Corominas de finals del segle xviii. Aquesta magnífica obra neoclàssica va ser un encàrrec del gremi dels Tenders Revenedors a Salvador Gurri, qui treballà conjuntament amb altres membres del seu taller. Les escultures principals són obra seva, mentre que el disseny arquitectònic és de Tomàs Solanes, deixeble i company de Gurri a l'Escola Gratuïta de Disseny. En la resta d'elements escultòrics, així com en el grup superior dedicat a Sant Martí, hi intervingueren altres escultors del seu entorn. El conjunt és una de les primeres obres religioses clarament neoclàssiques de Barcelona, molt influïda pels corrents artístics de la cort de Madrid i les directrius sobre la realització de retaules promulgades per Carles III.[9] En aquest sentit hi destaca, a diferència del tardo-barroc, fet de fusta, que era habitual a la ciutat, la gran utilització de pedra i de marbre de qualitat procedent de Tarragona i de Carrara. La imatge de sant Miquel es despulla aquí de la tradicional iconografia de l'àngel guerrer per apropar-se al model classicista de la Victòria (Niké). El gremi de Tenders Revenedors de Barcelona fou fundat l'any 1447 i s'establí a l'església del Pi l'any 1452, encarregant al pintor Jaume Huguet la confecció del seu primer retaule, actualment al MNAC. L'any 1663 es va substituir per un de barroc que fou l'antecessor de l'actual, en aquesta capella. Des de l'any 1798, el gremi té el privilegi pontifici de mantenir la reserva del Santíssim Sagrament. Aquest retaule no va patir danys l'any 1936.
- Capella de la Mare de Déu dels Desemparats, obra de l'artista Ramon Amadeu i Grau del segle xviii.
- Capella de la Puríssima Sang. Construïda en un edifici annex a l'església, es va finalitzar l'any 1486. Va ser utilitzada com a capítol de la comunitat fins que fou cedida a l'Arxiconfraria de la Puríssima Sang l'any 1547. Aquesta institució va costejar l'any 1670 la reforma de la capella amb la construcció d'un retaule barroc obra de Joan Grau.[3] El retaule que conté actualment és una còpia de l'anterior, cremat el 1936. És tradició que en aquesta capella sant Josep Oriol realitzava les curacions miraculoses.

### Cementiris
La basílica havia tingut tres cementiris, cada un ocupava una de les places de l'entorn de l'església. La plaça del Pi, la placeta del Pi que dona a l'absis i que ocupava el «Fossar dels Cecs» i la de Sant Josep Oriol que va estar ocupada pel cementiri principal fins a l'any 1817. A part d'aquest cementiris, el paviment de l'interior del temple és completament ocupat per enterrament datats entre els segles xiv i xviii. Es tracta segurament del conjunt més ben conservat de Barcelona. Com que la jurisdicció del Pi, la més gran de la ciutat, incloïa la zona on en època moderna es concentrava la noblesa, un nombre elevat de representants dels llinatges més importants de la ciutat hi tenen sepultura, com també els gremis dels revenedors, dels hortolans i dels escudellers. També un gran nombre de representants del col·lectiu dels pintors entre els quals s'inclouen els noms més representatius de la pintura barroca catalana. Una part del cementiri principal també va ser utilitzat per les confraries de la Sang i dels Desemparats per enterrar-hi els ajusticiats i gent sense recursos i marginada com ara les prostitutes.

### Enterraments significats
A l'església hi ha les sepultures de:
- Sant Josep Oriol (Barcelona, 1650-1702), a la capella del seu benefici
- Pau Priu (ca. 1680-Barcelona, 1714), pintor, a la nau davant el pas de la sagristia. Mort a la batalla de l'11 de setembre
- Joan Gallart (ca.1670-Barcelona, 1714) pintor, a la nau davant el pas de la sagristia. Mort a la batalla del Baluard de Santa Clara
- Francesc Darder i Barrich (Sant Feliu de Guixols, ca.1660-Barcelona, 1731), cirurgià de l'Hospital de la Santa Creu i fundador de les monges darderes.
- Antoni Viladomat i Manalt (Barcelona, 1678-1755), pintor, a la capella de la Immaculada
- Francesc Tramulles i Roig (Barcelona, 1722-1773), pintor i gravador
- Manuel Tramulles i Roig (Barcelona, 1715-1791) pintor, germà de l'anterior
- Jean-Joseph de Châteauneuf-Randon, marqués d'Apcher (Charraix, 1748- Barcelona, 1798), organitzador de la cacera de l'anomenada Bèstia de Gavaldà.
- Francesc Pla i Duran, el Vigatà (1743-1805) Pintor i muralista nascut a Vic.
- Ramon Amadeu i Grau (Barcelona, 1745-1821), escultor, a la tomba gremial dels Escudellers.
- Francesc Salvà i Campillo (Barcelona, 1751 - 1828), metge, físic i meteoròleg, al vas familiar, al paviment.

## Museu i tresor

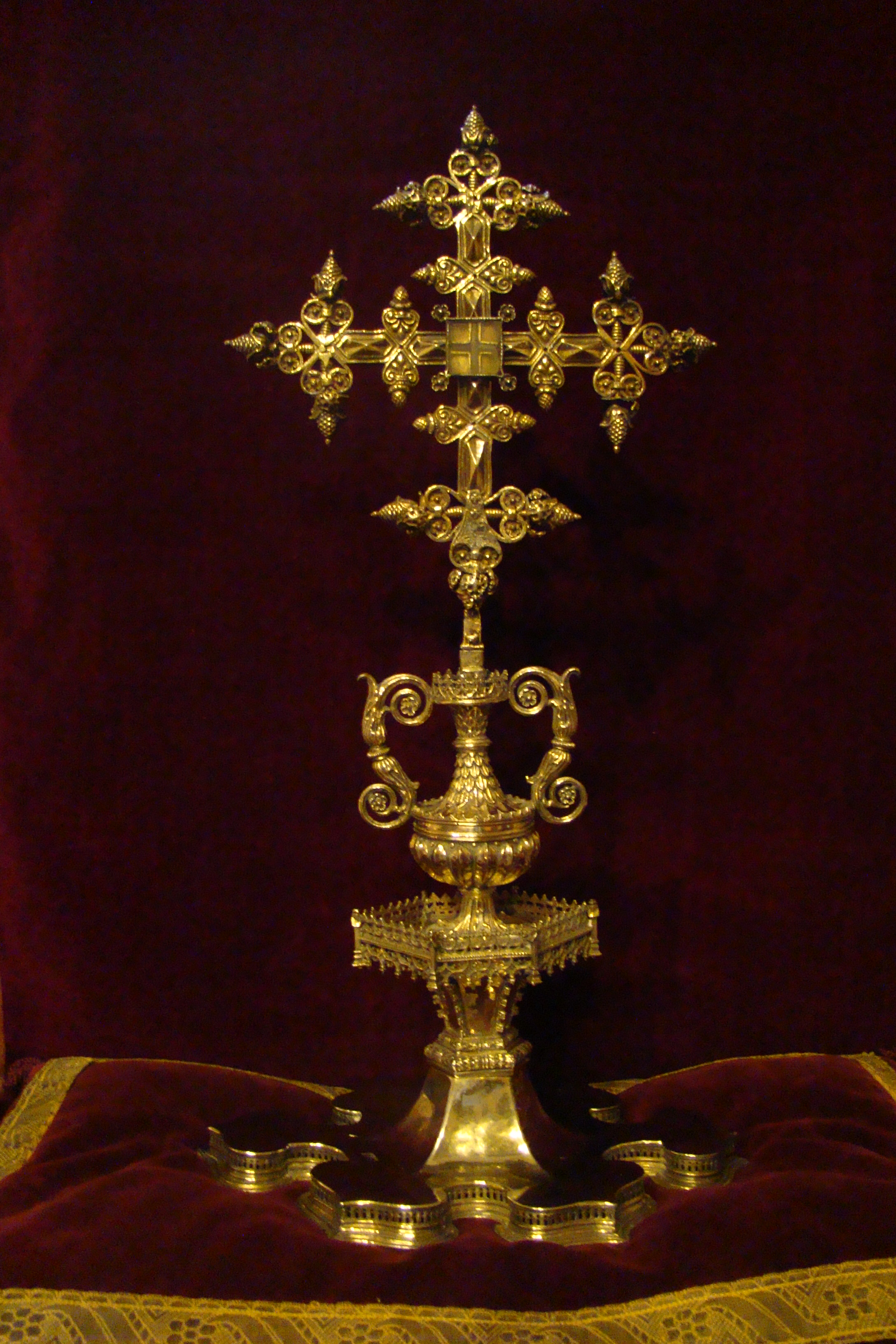
El Lignum Crucis anomenat del Rei Martí de l'any 1498

A partir de l'any 2011 és obert al públic el tresor de la basílica que conté importants mostres d'orfebreria com per exemple el Lignum Crucis de l'any 1498 o un magnífic calze amb esmalts anomenat tradicionalment el «calze bo» donat a la basílica per l'il·lustre Dr. Felip de Malla l'any 1431, de plata amb esmalts. A més, en el tresor, es conserven els quadres L'adoració dels Reis de Juan Carreño de Miranda i La Sagrada Família d'Antoni Viladomat i Manalt i una excepcional col·lecció de pavesos del segle xiv. Complementa la part visitable una exposició permanent sobre la història i les característiques de la basílica, així com sobre la vida quotidiana i les personalitat que hi han participat al llarg de la història.

## Capella de Música
La capella de música de Santa Maria del Pi s'institucionalitzà l'any 1670 i quedà dissolta l'any 1936 amb el tancament de la institució eclesiàstica que l'acollia. Tanmateix, l'ofici de mestre de cant s'havia constituït oficialment ja l'any 1549 i, en la documentació conservada a l'arxiu, existeixen esments a mestres de cant ja al segle xv.

### Mestres de capella[12]
- Benet Buscarons (1679-1711)
- Pau Llinàs i Bassas (1709-1749)
- Joan Baptista Vidal (1744-1769)
- Ramon Sunyer (1769-1782)
- Pere Joan Llonell (1782-1791)
- Francesc Sampere (1791-1824)
- Josep Rosés i Constansó (1824-1856)
- Ramon Leandre Sunyer i Puigventós (1857-1863)
- Ramon Rosés i Torrens (1863-1878)
- Antoni Comella i Calsina (1879-1886)
- Joan de la Creu Font i Roselló (1887-1894)
- Josep Masvidal i Soteras (1892-1939)

L'any 1990, els músics Jordi Sacasas (arxiver i conservador de la parròquia) i David Malet constituïren un nou conjunt musical adscrit a la institució i que, de manera honorífica, recuperà el nom històric de Capella de Música de Santa Maria del Pi.

### Directors
- David Malet i Casamitjana
- Manuel Cabero i Vernedas
- Josep Martí i Montoliu
- Francesc Garrigosa (2023-)[13]

## Rectorologi de Santa Maria del Pi[3]
- Berenguer (c.1160)
- Bernat de Banyeres (1235-1248)
- Jaume de l'Orde (Dorda) (1248-1306)

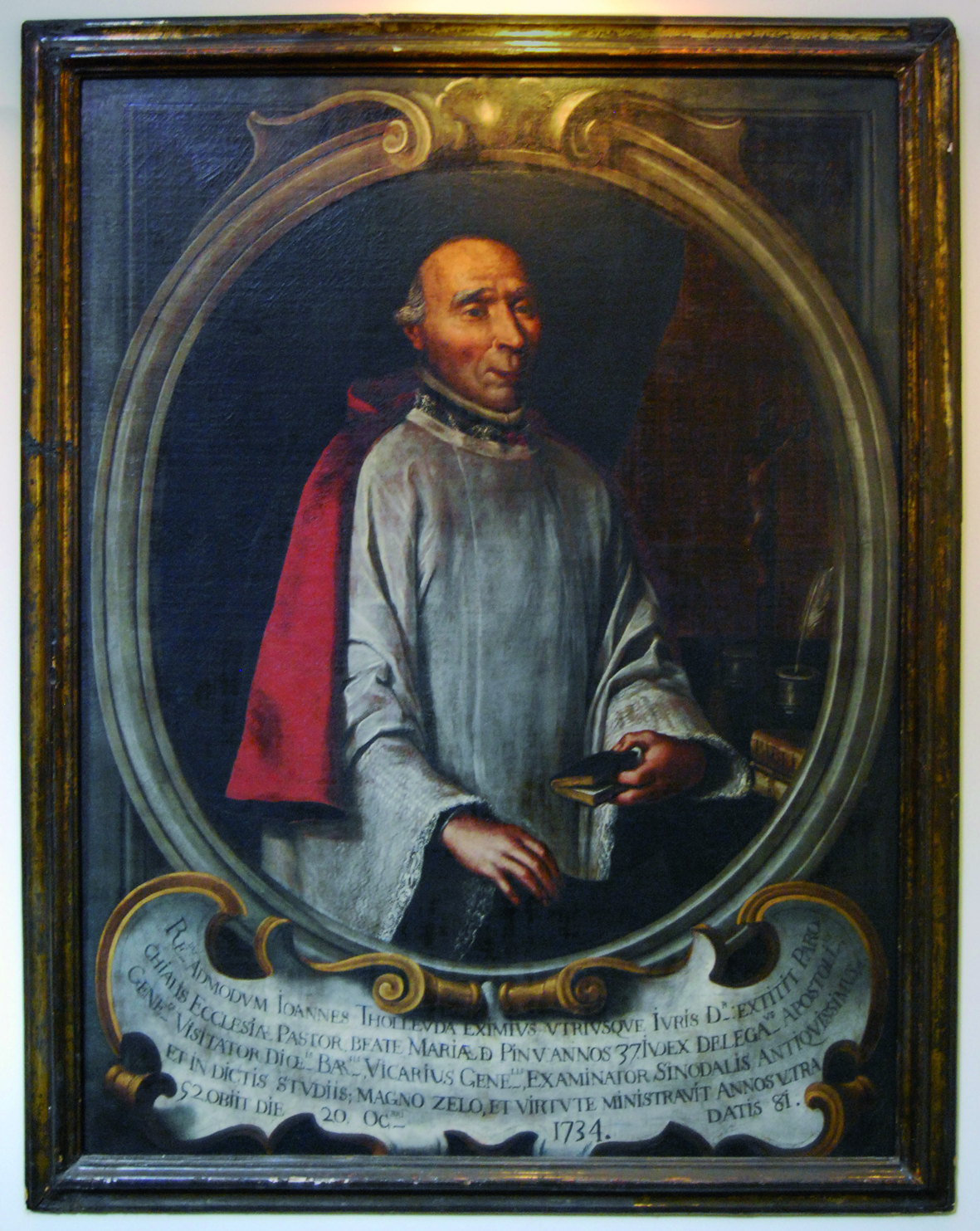
Retrat del Dr. Joan Tolleuda, jurista i rector del Pi entre 1684 i 1721

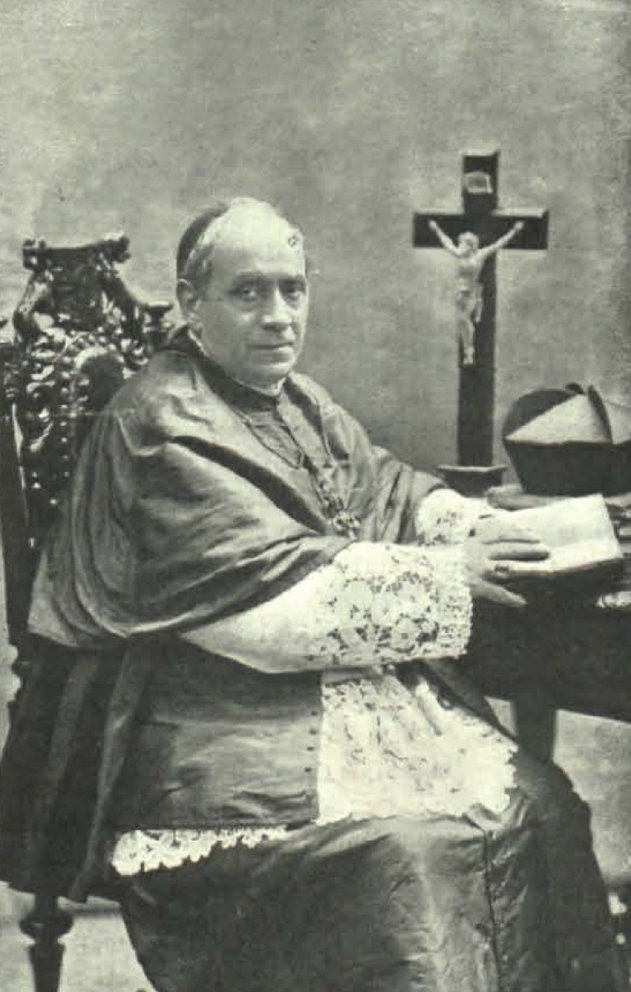
Salvador Casañas i Pagès, cardenal, bisbe d'Urgell, de Barcelona i copríncep d'Andorra. Va ser ecònom del Pi entre 1868 i 1875

- Bernat de Santa Eugènia (1306-1329)
- Jaume de Viladesacs (1329-1330)
- Hug de Mirambell (1330-1335)
- Francesc de Santa Coloma (1335-1346)
- Berenguer de Rosselló (1346-1348)
- Julià de Prada (1348-1359)
- Francesc Rufes (1359-1362)
- Pere Màrtir de Sos (1362-1368)
- Guerau Grau (1368-1371)
- Grau Giret (1371-1379)
- Galceran Grau (1379)
- Joan Mascaró (1379-1383)
- Francesc Duran (1389-1391)
- Ramon de Soler (1391-1395)
- Antoni Fornells (1395-1397)
- Alfons de Tous (1397-1402)
- Guillem Carbonell (1402-1407) Regent (1407-1416)
- Felip de Malla (1407-1431)
- Pere Canals de Palou (1431-1443)
- Narcís de Sant Dionís (1443-1448)
- Pere Gaspar d'Altello (1448-1452)
- Alfons Ballester (1452-1486)
- Bartomeu Regàs, regent (1459-1466)
- Alfons d'Aragó, regent (1479)
- Gabriel Miró (1486-1534)
- Lluís Mas (1534-1543)
- Cristòfol Borrell (1543-1560)
- Miquel Carbonell, regent (1552-1559)
- Pau Malet (1560-1589)
- Sebastià Grau, regent (1588-1589)
- Francesc Estadella, regent (1589)
- Josep Vivó, regent (1589-1590)
- Pere Màrtir Calvo (1590-1603)
- Joan Ferrer (1603-1626)
- Pere Fulleda (1626)
- Jacint Garcia (1627-1641)
- Damià Bolló (1641-1649)
- Martí Aiter, ecònom (1649)
- Miquel Gausens, ecònom (1649-1650)
- Miquel Comelles, ecònom (1650-1652)
- Miquel Tapioles (1652-1678)
- Jaume Ferrer, ecònom (1678-1679)
- Josep Molines (1679-1684)
- Joan Tolleuda (1684-1721)
- Jaume Freixes (1721-1752)
- Rafael Portusac, ecònom (1752)
- Josep Pui, ecònom (1752)
- Pere Torrents (1752-1774)
- Pau Codorniu (1774-1776)
- Domingo Carles (1776-1798)
- Francesc Coll, ecònom (1798)
- Esteve Oms (1798-1808)
- Francesc Coll, ecònom (1808-1809)
- Joan Antic, ecònom (1809-1814)
- Pere Feliu, ecònom (1814)
- Joan Antic, ecònom (1815)
- Gaspar Fuster (1815-1821)
- Joan Solà, ecònom (1821)
- Segimon Valls, ecònom (1821)
- Antoni Bernadet, ecònom (1821)
- Josep Cladellas (1821-1833)
- Pasqual Padrosa, ecònom (1833)
- Miquel Oliver, ecònom (1833-1834)
- Vicenç Esteper, ecònom (1834-1835)
- Isidre Clavell (1835-1846)
- Cosme Rovira, regent (1835)
- Oleguer Barriga, regent (1835-1846)
- Miquel Busqué, regent (1846)
- Ramón Casañas i Casañas, ecònom (1846-1848)
- Pau Santmartí (1848-1854)
- Josep Graciós i Coll (1854-1857)
- Ramon Casañas i Casañas (1857-1868)
- Salvador Casañas i Pagès, ecònom (1868-1875)
- Pau Pagès i Vidal, ecònom (1875-1877)
- Francesc de Paula Esteve i Nadal (1877-1893)
- Ramon Maria de Magarola de Sarriera i d'Àrdena, regent (1889-1893)
- Francesc de Paula Pujol i Munt (1893-1902)
- Gaietà Barraquer i Roviralta, ecònom (1902)
- Josep Terrades i Domingo, ecònom (1902-1904)
- Pere Pons i Prat (1904-1919)
- Tomàs Pursals i Santpons, regent (1916-1917)
- Antoni Abat Llor i Rosell, regent (1917)
- Antoni de Pàdua Alern i Mañé, regent (1919) ecònom (1919-1921)
- Jaume Franquet i Solà (1921-1939)
- Lluís Marí i Montserrat, ecònom (1939)
- Pere Pons Prat, rector (1939-1948)
- Salvador Codina i Espinalt ecònom (1939-1948) rector (1948-1965)
- Llibert Xurriac i Rafart, ecònom (1965-1969)
- Josep Campo i Lleó (1969-1990)
- Rosend Ametllé i Gonzàlez, ecònom (1990-1991)
- Josep Maria Vidal i Aunós (1991-2003)
- Gaietà de Casacuberta i Franco (2003-2019)
- Lluís Ramis Juan (en el càrrec)